# Who is It (canción de Björk)
«Who Is It» es un sencillo lanzado el 18 de octubre de 2004 por la cantante y compositora islandesa Björk. El mismo pertenece a Medúlla, el quinto álbum solista lanzado el mismo año.

## Acerca de la canción
La canción “Who Is It” fue escrita y producida por Björk. La versión original fue compuesta por Bogdan Raczynski pero según palabras del mismo Bogdan, no quiso publicar esta versión. "Es una cosa preciosa que hicimos Björk y yo, pero ahora esa música está flotando en las nubes, la gente necesita misterio y romance".

## Videoclip
El vídeo musical de esta canción fue dirigido por Dawn Shadforth y fue filmado en Hjörleifshöfði, Islandia. La versión del video es diferente a la del álbum, pues la música está hecha con campanas y en el álbum es a capela. El vestido de Björk fue diseñado por Alexander McQueen quién también diseñó el vestido del vídeo de "Pagan Poetry", dirigió el de "Alarm Call" y fotografió la portada de "Homogenic".

## Sencillo

### CD1
1. «Who Is It?» - (3:03) Edición radial
2. «Oceania» - (2:55) con Kelis

### CD2
1. «Who Is It» - (4:15) - c2n dattasette mix (by Lesser)
2. «Who Is It» - (3:23) - Fruit Machine Mix
3. «Who Is It» - (3:49) - Bell Choir Mix (con la participación del coro de campanas Bústaðakirkja)

### DVD
1. «Who Is It» - (7:40) - Choir mix
2. «Mouth's Cradle» - (4:03) - Cortejo Affro/ Ilé Aiyé Mix (Producción, coordinación y asistencia: Arto Lindsay)
3. «Who Is It» - (4:06) - Video (Dirección: Dawn Shadforth)